# 穆罕默德·阿卜杜勒·瓦哈卜
穆罕默德·阿卜杜勒·瓦哈卜（1902年3月13日－1991年5月4日）（阿拉伯語：محمد عبد الوهاب）是一位傑出的埃及歌手和作曲家。他寫了《利比亚，利比亚，利比亚》，為利比亞王國1951年到1969年的國歌，也在利比亚全国过渡委员会在2011年暫時統治利比亞時被使用。他同時也寫了突尼西亞的國歌《祖國的捍衛者》，和阿拉伯联合酋长国的國歌《祖国万岁》

## 對阿拉伯音樂的貢獻

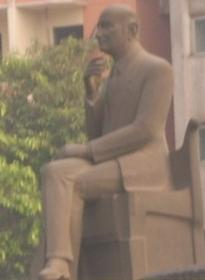
開羅的穆罕默德·阿卜杜勒·瓦哈卜雕像

## 後世
（页面存档备份，存于）

## 外部連結
- 傳記 （页面存档备份，存于）